# Olcay Şahan
Olcay Şahan (født 26. maj 1987) er en tysk-født tyrkisk international fodboldspiller, der spiller i Trabzonspor i Süper Lig i Tyrkiet. Han har tidligere spillet for blandt andet Duisburg og Kaiserslautern.
Olcay Şahan repræsenterer desuden Tyrkiets landshold, som han debuterede for i 2012.